# Nereis nouhuysi
Nereis nouhuysi är en ringmaskart som beskrevs av Horst 1918. Nereis nouhuysi ingår i släktet Nereis och familjen Nereididae. Inga underarter finns listade i Catalogue of Life.